# Bassins
Bassins is een gemeente en plaats in het Zwitserse kanton Vaud, en maakt deel uit van het district Nyon.
Bassins telt 969 inwoners.